# Poliothyrsis
Poliothyrsis er en slægt af små, løvfældende træer, der har deres udbredelse i Øst- og Sydøstasien. Træerne når højder på ca. 10 m, og deres blade er hjerteformede med nedsænkede nerver. Blomstringen foregår om sommeren, hvor man finder stande med både rent hunlige og rent hanlige blomster. De enkelte blomster 5 bægerblade, men ingen kronblade. Frugterne er kapsler med vingede frø.
| Arter |

- Poliothyrsis celebicus Koord.
- Poliothyrsis sinensis Oliv.
  - Poliothyrsis sinensis forma subglabrata S.S. Lai
- Poliothyrsis stapfii Koord.